# Trashing
El trashing o dumpster diving és una tècnica que permet obtenir i recopilar informació privada.
Es fa servir principalment per crackers (coneguts també com a hackers de barret negre) 
i periodistes,
encara que també per a recerca privada.
L'informació obtinguda pot variar des de noms d'usuari i claus, informació personal i altres formes d'informació sensible.
Consisteix en revisar i recuperar documents i arxius ubicats a les escombraries de la persona o l'organització a investigar. És un delicte informàtic poc conegut que es fonamenta principalment en l'obtenció de fitxers eliminats per l'usuari, qui creu haver-se desfet d'aquests.

## Tipus
En funció de la font d'obtenció d'informació existeixen tres tipus de Trashing:
1. Trashing: S'obté informació personal a través de la paperera de reciclatge de l'equip.
2. Trashing lògic: Obtenció a través de l'historial de navegació o a través de la informació emmagatzemada en les cookies del navegador. Existeix la possibilitat d'obtenir aquesta informació de l'emmagatzematge de dispositiu maquinari.
3. ‘Dumpster diving’ o Trashing físic: El mètode tradicional pel qual l'obtenció d'informació es realitza mitjançant documents de paper rebutjats en les papereres.

## Riscos
Un descuit tan simple com traslladar a la paperera de l'ordenador documents importants o deixar un paper amb una contrasenya pot implicar grans conseqüències. Especialment en el món empresarial, aquest tipus de descuits poden acabar suposant una greu pèrdua de l'empresa, que comprometen la seva seguretat.

## Recomanacions
Creació de protocols d'eliminació de dades per a diferents tipus del delicte i conscienciació del conjunt de treballadors i penoses.

## Informació mèdica
D'acord amb la legislació dels Estats Units, qualsevol document amb informació mèdica ha de ser cremat, triturat, o reciclatge per un agent oficial. No obstant això, l'agrupació anti-avortista Operation Rescue havia obtingut informació mitjançant un anònim que va realitzar trashing en clíniques que practiquen avortament. Amb aquesta informació, va presentar una querella contra el Dr. Nareshkumar Patel, per receptar medicació anti-avortament a dones no embarassades.
Això va portar al fet que en 2015 l'ONG de periodisme ProPublica, investigui i denunciï que diverses clíniques dels Estats Units estaven violant la privacitat dels seus pacients en descartar registres mèdics de manera insegura.